# منتخب إسبانيا تحت 15 سنة لكرة القدم
المنتخب الأسباني لذوي عمر 15 سنة وأقل لكرة القدم هو الممثل الرسمي لإسبانيا في بطولات كرة القدم تحت 15 سنة، ويشرف عليه الاتحاد الإسباني لكرة القدم. ومقره العاصمة الإسبانية مدريد 

## وصلات خارجية
- الموقع الرسمي